# Serra de Sant Quilis
La serra de Sant Quilis és una serra del Prepirineu situada al sud-est de la serra de la Corrodella, entre la Baixa Ribagorça i la Llitera. La seva altura més gran és Sant Quilis (1.082 m), seguida del tossal de Marro (936 m). La serra de Sant Quilis pertany principalment als termes municipals de Benavarri, Estopanyà i Baells.

## Toponímia
La serra de Sant Quilis té la mateixa denominació que la seva altura màxima, i representa un hagiotopònim. En la part de la Serra de Sant Quilis a l'oest del terme municipal d'Estopanyà que correspon al poble de Seganta es troba l'ermita de Sant Quilis.